# 4-та СС полицейска дивизия
4-та СС полицейска танково-гренадирска дивизия (на немски: 4. SS-Polizei-Panzergrenadier-Division) е военизирана част, създадена на 1 октомври 1939 година като Полицейска дивизия, от годни за военна служба немски полицаи, в началото на Втората световна война.
На 10 февруари 1942 година дивизията става част от Вафен-СС, към който принадлежи и организационно, но не формално. На 26 октомври 1943 година е издаден указ за реорганизацията на дивизията в 4-та СС полицейска танково-гренадирска дивизия.
Дивизия е разгромена през пролетта на 1945 година в северна Германия.

## Организация

### СС Полицейска дивизия(1939)
- 1-ви Полицейски пехотен полк
- 2-ри Полицейски пехотен полк
- 3-ти Полицейски пехотен полк
- Артилерийски полк 300
  - Полицейско танково подразделение
  - Полицейски ударен батальон
    - Рота велосипедисти

  - Свързочно подразделение 300
  - Войсково снабдение 300

### 4-та СС полицейска танково-гренадирска дивизия(1943)
- Танково-гренадирски полк СС 7
- Танково-гренадирски полк СС 8
- Артилерийски полк СС 4
  - Подразделение щурмови оръдия СС 4
  - Танково подразделение СС 4
  - Противотанково подразделение СС 4
  - Зенитно подразделение СС 4
  - Свързочно подразделение СС 4
  - Подразделение за танково разузнаване СС 4
  - Ударен батальон СС 4
  - Управление за войсково снабдение СС 4
  - Подразделение за ремонт на танкове 4
  - Артелен батальон СС 4
  - Санитарно подразделение СС 4
    - Полицейско-ветеринарна рота СС 4
      - Взвод военни кореспонденти СС 4
      - Взвод полева жандармерия СС 4

  - Полеви батальон СС 4

## Командири
- 1 септември – 8 септември 1940 генерал-лейтенант от полицията Конрад Хичлер
- 8 септември – 10 ноември 1940 обергрупенфюрер от СС Карл фон Пфефер-Вилденбрух
- 10 ноември 1940 – 8 август 1941 групенфюрер от СС Артур Мюлферщадт
- 8 август – 15 декември 1941 обергрупенфюрер от СС Валтер Крюгер
- 15 декември 1941 – 17 април 1943 генерал-полковник полицията Алфред Вюненберг
- 17 април – 1 юни 1943 бригадефюрер от СС Фритц Фрейтаг
- 1 юни – 18 август 1943 бригадефюрер от СС Фритц Шмедес
- 18 август – 20 октомври 1943 бригадефюрер от СС Фритц Фрейтаг
- 20 октомври 1943 – 19 април 1944 оберфюрер от СС Фридрих-Вилхелм Бок
- 19 април – май 1944 бригадефюрер от СС Юрген Вагнер
- май – 7 май 1944 оберфюрер от СС Фридрих-Вилхелм Бок
- 7 май – 22 юли 1944 бригадефюрер от СС Херберт-Ернст Фал
- 22 юли – 16 август 1944 штандартенфюрер от СС Карл Шюмерс
- 16 август – 22 август 1944 оберфюрер от СС Хелмут Дерндер
- 22 август – 27 ноември 1944 бригадефюрер от СС Фритц Шмедес, отстранен от командването, лично от Хайнрих Химлер, за отказ да изпълни „безсмислена“ заповед.)
- 27 ноември 1944 – 1 март 1945 штандартенфюрер от СС Валтер Харцер
- март 1945 штандартенфюрер от СС Фритц Гелер
- март – 8 май 1945 штандартенфюрер от СС Валтер Харцер